# Atletismo nos Jogos Pan-Americanos de 1999 - 100 m masculino
A final dos dos 100 m rasos masculino nos Jogos Pan-Americanos de 1999 foi realizada em 25 de julho, com as eliminatórias e as semifinais realizadas no dia anterior. 

## Medalhistas
| Ouro                                | Prata                  | Bronze                        |
| Bernard Williams USA Estados Unidos | Freddy Mayola CUB Cuba | Claudinei da Silva BRA Brasil |

## Resultados

### Eliminatórias
Classificação: Os dois primeiros de cada bateria (Q) e os dois próximos mais rápidos (q) classificaram à final.
Vento:
Eliminatória 1: +1.6 m/s, Eliminatória 2: -1.0 m/s, Eliminatória 3: -0.5 m/s
| Posição | Eliminatória | Nome                      | Nacionalidade                | Tempo | Notas |
| ------- | ------------ | ------------------------- | ---------------------------- | ----- | ----- |
| 1       | 3            | Claudinei da Silva        | BRA Brasil                   | 10.19 | Q     |
| 2       | 2            | Bernard Williams          | USA Estados Unidos           | 10.28 | Q     |
| 3       | 2            | Patrick Jarrett           | JAM Jamaica                  | 10.29 | Q     |
| 4       | 1            | Freddy Mayola             | CUB Cuba                     | 10.31 | Q     |
| 5       | 2            | André da Silva            | BRA Brasil                   | 10.35 | q     |
| 6       | 1            | Tim Harden                | USA Estados Unidos           | 10.40 | Q     |
| 7       | 2            | Luis Alberto Pérez-Rionda | CUB Cuba                     | 10.42 | q     |
| 8       | 2            | Nathanaël Esprit          | AHO Antilhas Neerlandesas    | 10.46 |       |
| 9       | 3            | Bradley McCuaig           | CAN Canadá                   | 10.48 | Q     |
| 10      | 1            | Dwight Ferguson           | BAH Bahamas                  | 10.55 |       |
| 11      | 3            | Joel Mascoll              | VIN São Vicente e Granadinas | 10.58 |       |
| 12      | 3            | Edgardo Serpas            | ESA El Salvador              | 10.61 |       |
| 13      | 1            | Niconnor Alexander        | TRI Trinidad e Tobago        | 10.62 |       |
| 13      | 3            | Carlos Gats               | ARG Argentina                | 10.62 |       |
| 15      | 1            | Ronald Promesse           | LCA Santa Lúcia              | 10.63 |       |
| 16      | 3            | Oscar Meneses             | GUA Guatemala                | 10.65 |       |
| 17      | 3            | Ricardo Roach             | CHI Chile                    | 10.69 |       |
| 18      | 3            | Caimin Douglas            | AHO Antilhas Neerlandesas    | 10.74 |       |
| 19      | 2            | Devon Bean                | BER Bermudas                 | 10.83 |       |
| 20      | 2            | Sherwin James             | DMA Dominica                 | 10.89 |       |
| 21      | 1            | Yvan Darbouze             | HAI Haiti                    | 10.95 |       |
| 22      | 1            | Wladimir Afriani          | HAI Haiti                    | 11.04 |       |

### Final
Vento: +0.4 m/s
| Posição          | Nome                      | Nacionalidade      | Tempo | Notas |
| ---------------- | ------------------------- | ------------------ | ----- | ----- |
| Medalha de ouro  | Bernard Williams          | USA Estados Unidos | 10.08 |       |
| Medalha de prata | Freddy Mayola             | CUB Cuba           | 10.10 |       |
| 3                | Claudinei da Silva        | BRA Brasil         | 10.13 |       |
| 4                | Tim Harden                | USA Estados Unidos | 10.19 |       |
| 5                | André da Silva            | BRA Brasil         | 10.21 |       |
| 6                | Patrick Jarrett           | JAM Jamaica        | 10.23 |       |
| 7                | Luis Alberto Pérez-Rionda | CUB Cuba           | 10.27 |       |
| 8                | Bradley McCuaig           | CAN Canadá         | 10.31 |       |